# Niels Simonsen

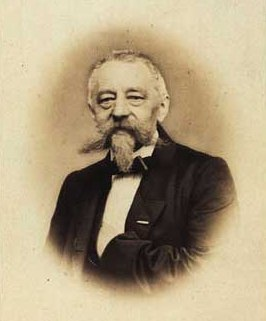
Niels Simonsen, porträtt av Moritz Unna.

Niels Simonsen, född den 10 december 1807 i Köpenhamn, död den 11 december 1885 på Frederiksberg, var en dansk målare, skulptör och litograf.
han var son till hökaren Simnon Rasmusson och Bolette Nielsdatter och från 1837 gift med Anne Marie Petersen. Efter att han under några år arbetat som målarlärling ändrade han inriktning och studerade konst vid konstakademien 1823-1933 och hos Johan Ludvig Lund, vilken först lät honom arbeta som litograf. Han ägnade sig även åt skulptur, utförde byster och reliefer efter kompositioner av Lund i Kristiansborg. Så beslöt han bli målare och vann popularitet med genren Den girige (1833), som följdes av en figurrik framställning av Införandet av Thorvaldsens Kristusstaty i Fruekirke (1834). Från detta år till 1845 var Simonsen bosatt i München, frånräknat utflykter till Tyrolen, Norditalien och Algeriet, varifrån han med förkärlek hämtade sina ämnen. År 1848 blev han ledamot av akademien, genom Tordenskjolds hakkert i kamp med en svensk fregatt, och 1854 professor vid modellskolan. Efter att ha målat några tavlor från kriget 1848, däribland En bivack (1849, konstmuseet), målade han Trolovning i Herrestad i Skåne (1863), men såväl denna som Flickan, som finner guldhornen (1859) visade, att hans talang kom mera till sin rätt i tavlor med mindre figurer. Även från kriget 1864 målade han flera motiv, varibland Striden vid Sankelmark. Under sina sista år gick han tillbaka till de för honom alltifrån ungdomen kära ämnena från beduin- och sjörövarlivet, men kunde inte tillfredsställa den nyare tidens publik, som krävde strängare natursanning i utförandet. Däremot vann han sina elever genom varm hänförelse för konsten. Han var ledamot av konstakademierna i Stockholm (1866) och München. Simonsen är representerad vid bland annat Statens museum for Kunst, Thorvaldsens Museum, Bornholms Kunstmuseum, Det Nationalhistoriske Museum på Frederiksborgs slott, Nasjonalgalleriet i Oslo och Nationalmuseum i Stockholm.